# Pacte Nacional del Moviment Civil per la Independència
El Pacte Nacional del Moviment Civil per la Independència és una iniciativa per intercanviar propostes i organitzar accions a favor de la independència de Catalunya.
La xarxa es va presentar durant una conferència de premsa el 8 de setembre de 2023 a l'Ateneu Barcelonès en la qual hi van intervenir representants de l'Assemblea Nacional Catalana, Òmnium Cultural, Consell de la República, l'Associació de Municipis per la Independència i l'Intersindical-CSC.
La iniciativa tingué la seva gènesi durant la "Conferència Nacional del Moviment Civil Independentista" que va tenir lloc els dies 11 i 12 de març de 2023 al Campus Nord de la Universitat Politècnica de Catalunya i en la qual hi van participar una quarantena d'entitats.